# Dick Schoof
Hendrikus Wilhelmus Maria „Dick“ Schoof (* 8. března 1957 Santpoort) je nizozemský politik a bývalý státní úředník, od července 2024 předseda vlády Nizozemska. V letech 2020–2024 působil jako generální tajemník Ministerstva spravedlnosti a bezpečnosti, mezi roky 2018 a 2020 jako generální ředitel Všeobecné zpravodajské a bezpečnostní služby a v období 2013–2018 jako národní koordinátor pro bezpečnost a boj proti terorismu.
Poté, co vláda ztratila podporu koaliční Strany pro svobodu, oznámil Schoof 3. června 2025 demisi s tím, že do předčasných voleb povede menšinovou vládu.

## Mládí
Narodil se 8. března 1957 v Santpoortu do římskokatolické rodiny jako druhý nejmladší ze sedmi dětí. Jeho otec působil jako státní úředník. Jméno „Dick“ vzniklo jako zdrobnělina ze jména „Hendrikus“. V osmi letech se s rodinou přestěhoval do Hengela, kde navštěvoval lyceum De Grundel. V letech 1975–1982 studoval urbanismus a regionální plánování na Radboudově univerzitě v Nijmegenu. Byl členem a určitou dobu také předsedou univerzitního veslařského studentského spolku Phocas.

## Soukromý život
Žije se svou partnerkou v Zoetermeeru. Se svou bývalou manželkou Yolandou Senf má dvě dcery, Yasmin a Celine, které byly adoptovány z Číny. Ve volném čase rád běhá, zúčastnil se osmnácti maratonů. Jeho starší bratr Nico, člen strany Demokraté 66, je bývalým starostou obcí Akersloot, Limmen, Heiloo a Alphen aan den Rijn.
Je katolík.